# Katastrofa lotu Aerofłot 418
Katastrofa lotu Aerofłot 418 – wypadek lotniczy, który wydarzył się 1 czerwca 1976 roku. Tupolew Tu-154 należący do radzieckich linii lotniczych Aerofłot uderzył w zbocze góry nieopodal lotniska Malabo na wyspie Bioko w Gwinei Równikowej. Zginęli wszyscy obecni na pokładzie – 46 osób.

## Przebieg wypadku
Samolot wykonywał rejs na trasie Luanda-Malabo-Ndżamena-Trypolis-Moskwa. Kilka minut po starcie z Malabo, samolot uderzył w górę na wysokości 750 metrów, 50 kilometrów od lotniska. Zginęli wszyscy obecni na pokładzie.
Choć przyczyn katastrofy nie wyjaśniono do dzisiaj, mówi się, że przyczyną mogła być awaria systemu nawigacyjnego, który spowodował zejście samolotu z właściwego kursu.